# Південний Трикутник

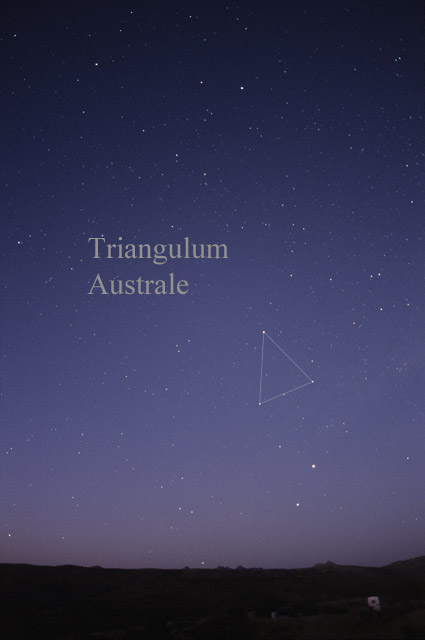
Південний Трикутник неозброєним оком.

Півде́нний Трику́тник (лат. Triangulum Australe) — сузір'я південної півкулі неба. Містить 32 зорі, видимих неозброєним оком.

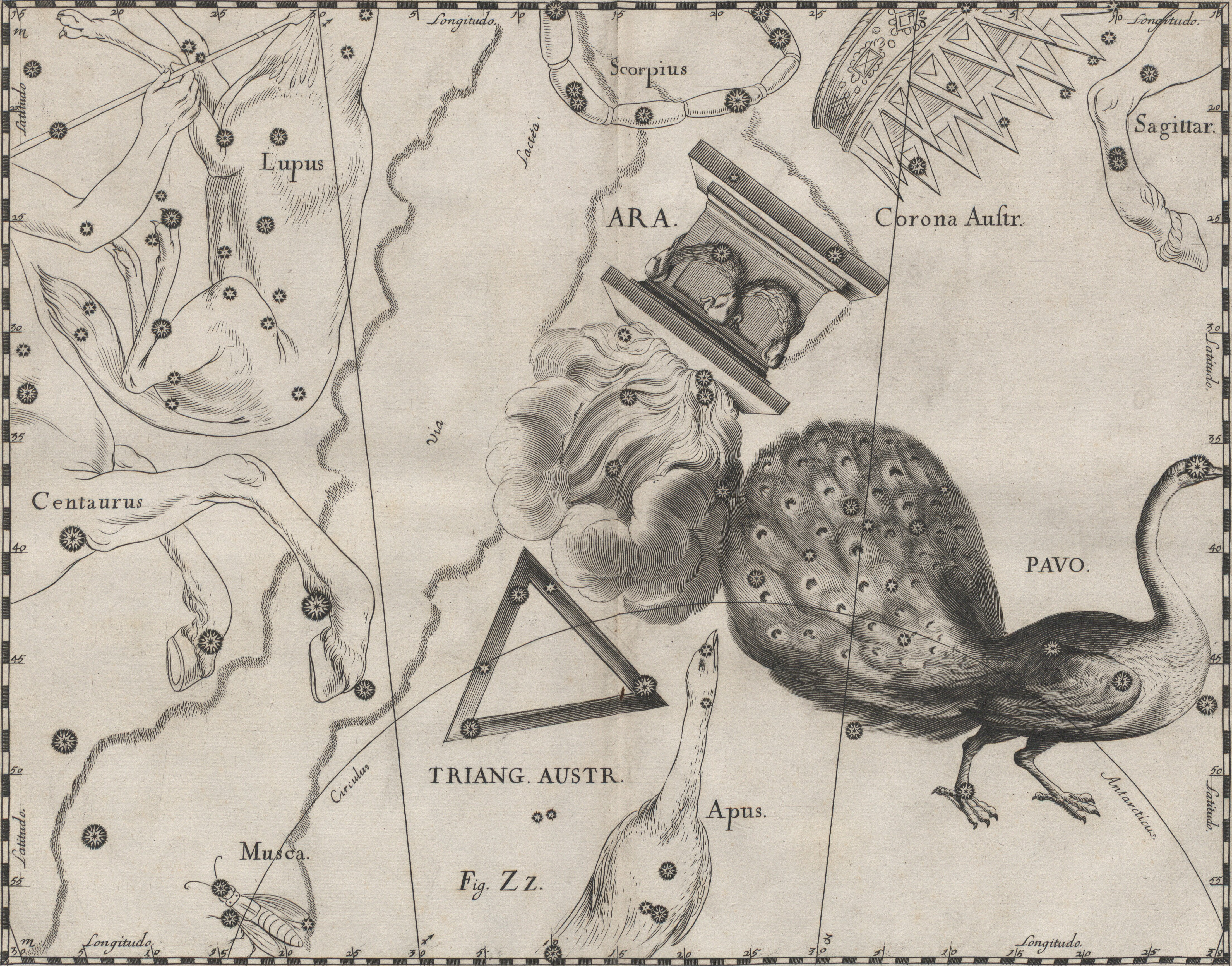
Зображення Південного Трикутника поряд із сузір'ями Павича, Жертовника, Райського Птаха з Уранографії Яна Гевелія, 1690 рік

Південний Трикутник був виділений як окреме сузір'я 1589 року на небесному глобусі Петера Планціуса. У наукову практику назву сузір'я запровадив німецький астроном Йоганн Байєр 1603 року.
Три його найяскравіші зорі складають фігуру, схожу на правильний трикутник.
У сузір'ї розташоване розсіяне скупчення NGC 6025 (близько 30 зір).